# Lightning (インターフェイス)
Lightning（ライトニング）は、Appleが開発した独自コンピュータバスおよび電源コネクタを使用したデータ伝送技術である。iPhoneやiPad、iPod touchのようなAppleの携帯機器端末とホストコンピュータや外部モニタ、カメラ、USBバッテリー充電器、イヤホン、その他の周辺機器を接続するために使用される。30ピンでなく8ピンを用いているため、Lightningは30ピンDockコネクタよりもかなり小型であり、どちらの向きでも差すことができる。アダプタを使わない限り、以前のコネクタのために設計されたケーブルや周辺機器とは互換性がない。
Apple独自の端子であり特許であるため、他社が販売するには許可が必要である。また、認証用チップの組み込みが必要であり、ない場合は充電や通信ができなくなる（片面実装など特許を回避して、複製された認証用チップを搭載して販売は可能だが、OSの更新などで使えなくなる場合がある）。

## 歴史
Lightningコネクタは、2012年9月12日に30ピンDockコネクタの後継規格として発表された。互換性のある最初の機器はiPhone 5、iPod touch（第5世代）、iPod nano（第7世代）であった。iPad（第4世代）、iPad mini（第1世代）が2012年10月にLightning機器として加わった。以降はAppleの主要なiOSデバイスに搭載されていたが、2018年に発表された11インチ（第1世代）と12.9インチ（第3世代）のiPad ProにUSB-Cが採用されたのを始めとして、Lightning非搭載の製品も発表され、2022年10月18日発表のiPad（第10世代）でもUSB-C採用となった。
2012年11月25日、Appleはハーレーダビッドソンから、ヨーロッパにおける「Lightning」の商標を取得した。
2015年9月9日、Appleは12.9インチiPad Pro（第1世代）とApple Pencil（第1世代）を発表した。このApple Pencilは充電及びiPadとのペアリングにLighitningコネクタを採用している。
2015年10月13日、AppleはMagic Keyboard、Magic Mouse 2、Magic Trackpad 2を発売した。これらの製品は充電及びMacとのペアリングにLightningコネクタを採用している（2024年10月末発表のモデル以降はUSB-Cとなった）。
2021年9月、欧州連合 (EU) の執行機関である欧州委員会 (EC) は、スマートフォンをはじめとする電子機器類の充電方法をUSB-Cの1種類に義務付ける指令案を提出し、事実上のLightningの排除となった。2022年6月7日には同法案を2024年秋までに施行すると発表した。これに対しAppleは「1種類のコネクタのみを義務付ける厳格な規制はイノベーションを抑制し、欧州や世界中の消費者に害を及ぼすことを懸念している」と反発の意を表明していた。この指令案は2022年10月に可決・承認され、「指令 (EU) 2022/2380」として同年12月に発効された。これについてAppleは「従うしかない。それ以外の選択肢はない」と譲歩する姿勢を示し、翌2023年9月23日発売のiPhone 15 / 15 Proシリーズでは、従来のLightning端子に代わってUSB-C端子が搭載された。
2024年12月末、AppleはスイスそしてEU各国でのLightning搭載のiPhone 14 / 14 Plus、SE（第3世代）やアクセサリの販売を全て終了した（正規販売店では在庫限りで終了）。北アイルランド、サウジアラビアでも販売終了が予定されている。2025年2月にはiPhone 16eの発表に伴い、日本を含むその他の国でもiPhoneシリーズのUSB-Cへの移行が全て完了した。
現在は一部アクセサリのみが販売されており、今後Lightning搭載の新商品が登場することはないとされる。

## 技術

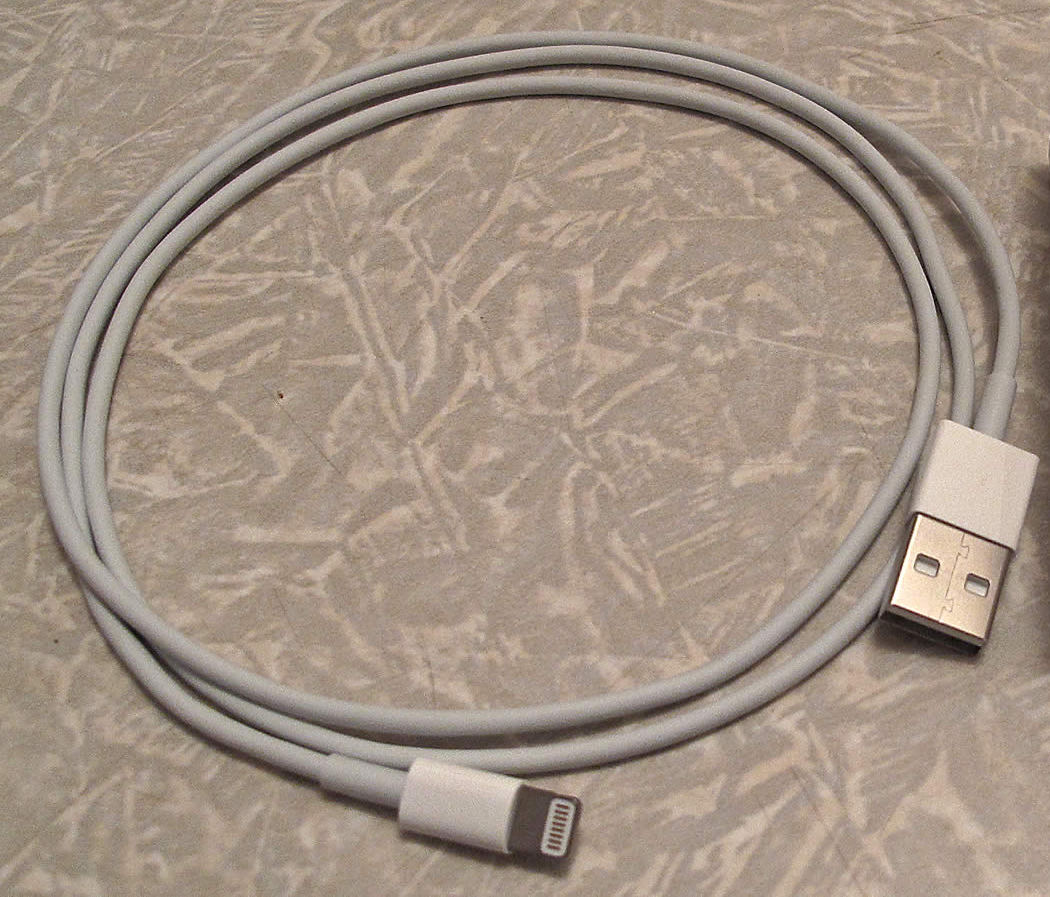
Apple Lightning - USBケーブル (MD818)

Lightningは、デジタル信号を伝送する8ピンコネクタである。無方向性であり、上下どちらの向きでも機器に挿入することができる。AppleはLightningコネクタを30ピン、USB、HDMI、VGA、SDカードといった、その他のインターフェイスに使うことができるようにする様々なアダプタを提供している。「Lightning - 30ピンアダプタ」は、30ピンが利用できる信号の一部（USBデータ、USB充電、アナログオーディオ出力）しかサポートしていない。また、公式のLightningコネクタはMFi認証を必要とし、サードパーティー製造業者による互換アクセサリーの製造を認めている。
またLightningは、USB 3.0以降で策定されているSuperSpeed（5Gbpsデータ通信）に対応している。ただし対応は一部のiPad Proのみで、ファイルサイズの非常に大きいProResビデオの撮影や編集に対応したiPhone 13 Proや14 Proでも採用されることはなかった。

## 搭載端末

### iOS / iPadOSデバイス
- iPhone 5〜iPhone 14 / 14 Pro
- 第5世代以降のiPod touch
- 第4世代〜第9世代のiPad
- 第5世代以前のiPad mini
- 第3世代以前のiPad Air
- 第2世代以前の12.9インチiPad Pro - USB 3.0, 5Gbps対応
- 9.7インチiPad Pro
- 10.5インチiPad Pro - USB 3.0, 5Gbps対応

### デジタルオーディオプレイヤー
- iPod nano（第7世代）

### その他アクセサリ
- EarPods with Lightning Connector
- AirPods充電ケース
- AirPods Max (Lightning)
- Beats ヘッドフォンやスピーカー
- iPhone Lightning Dock
- MagSafeバッテリーパック
- MagSafeデュアル充電パッド
- Apple Watch磁気充電ドック
- Apple Pencil（第1世代）
- Magic Keyboard
- Magic Mouse 2
- Magic Trackpad 2
- 第2世代以前のSiri Remote
- Remote Loop

この他、LightningからMicroUSB、SDカード、HDMI等の他規格に変換するアダプタがAppleから販売されているほか、サードパーティーからAppleのMfi認証を取得した充電ケーブルやUSBメモリ、イヤホンなどのアクセサリが多数販売されている。

## MicroUSBとの比較
Appleは、公にはMicroUSBについて論じてはいないが、業界観測筋はLightningが、LightningケーブルのApple MFiチップのライセンス料や、どちらの向きでも機器に挿入できるユーザの利便性、機器を充電できるだけでなく、機器からアクセサリーに電力を供給できるといった、いくつかの利点のために使われたと考えている。別売りのUSB On-The-Goの使用によりUSB機器でも同じことができる。

## 周辺機器
- Lightning - USB 3カメラアダプタ - LightningからUSB-Aともう一つのLightning端子（給電用）に拡張する。USB-A端子からカメラに接続することが目的。
- Lightning - USBカメラアダプタ - 上記からUSB3への対応ともう一つのLightning端子が削除されたもの。
- Apple Pencil充電アダプタ - USBA-LightningケーブルでiPhoneなどを経由せずにApple Pencilを充電する際に使う。
- USB-C - Apple Pencilアダプタ - Lightning端子を使うApple PencilをUSB-C端子がついたAppleデバイスに接続する。
- iPhone Lightning Dock - iPadで使えない。iPhoneかiPod用のスタンドで、接続したLightning端子から給電用のLightning端子と3.5mmヘッドジャックを接続できる。
- Lightning - SDカードカメラリーダー - iPhoneに通常サイズのSDカードをそのまま接続する際に使う。
- USB-C - Lightningケーブル - iPhone12、iPhone SE2などに付属したケーブル。
- Lightning - USBケーブル - iPhone6などに付属したケーブル。
- Lightning - Digital AVアダプタ - iPhoneなどの映像をそのままHDMI出力する。もう一つのLightning端子（給電用）も搭載。内部に映像変換用のファームウェアが内蔵されているため、直接HDMI出力しているわけではない仕様に注意が必要である。
- USB-C - Lightningアダプタ - iPhone15以降でどうしてもLightning端子が必須の周辺機器を接続する場合に必須。
- 10W/12W USB 電源アダプタ - iPhoneを本来の5Wよりも高速に充電できる。